# Bundesstraße E
Pour les articles homonymes, voir Route E.
La Bundesstraße E est une ancienne Bundesstraße à Berlin.

## Historique
La B E est une Bundesstraße de remplacement mise en place à Berlin-Ouest dans les années 1960, rendue nécessaire en raison de la construction du mur et de l'interruption associée du trafic entre Berlin-Ouest et Berlin-Est. Elle allait de le Potsdamer Straße dans le district de Schöneberg à la Reinickendorfer Straße dans le district de Wedding. Son cœur était l'Entlastungsstraße, dont la lettre initiale "E" sert certainement pour le nom. Dans les années 1980, la route fédérale E est intégrée à la Bundesstraße 96, qui avait été précédemment interrompue par le mur de Berlin entre Kreuzberg et Wedding.